# Серебряковка (Омская область)
Серебряковка — деревня в Омском районе Омской области России. В составе Калининского сельского поселения.

## История
Основана в 1886 году. В 1928 г. заимка Серебрякова состояла из 36 хозяйств, основное население — русские. В составе Ново-Атамановского сельсовета Ачаирского района Омского округа Сибирского края.

## Население
| 2006 | 2010 |
| ---- | ---- |
| 404  | ↘302 |